# Дорадина (Мату-Гросу-ду-Сул)
Дорадина (порт. Douradina) — муниципалитет в Бразилии, входит в штат Мату-Гросу-ду-Сул. Составная часть мезорегиона Юго-запад штата Мату-Гроссу-ду-Сул. Входит в экономико-статистический микрорегион Дорадус. Население составляет 4725 человек на 2006 год. Занимает площадь 280,689 км². Плотность населения — 16,8 чел./км².

## История
Город основан 20 декабря 1963 года. 

## Статистика
- Валовой внутренний продукт на 2003 год составляет 42 903 527,00 реалов (данные: Бразильский институт географии и статистики).
- Валовой внутренний продукт на душу населения на 2003 год составляет 9074,35 реала (данные: Бразильский институт географии и статистики).
- Индекс развития человеческого потенциала на 2000 год составляет 0,713 (данные: Программа развития ООН).